# Vereinigt Feld im Fastenberge
Unter dem Namen Vereinigt Feld im Fastenberge wurden im Jahr 1838 in Johanngeorgenstadt sechs der bergmännisch aussichtsvollsten Fundgruben sowie eine weitere ihrer Lage wegen zu einer bergrechtlichen Gewerkschaft vereinigt. Mittels Bewertungen des früheren Ausbringens, den ökonomischen und baulichen Zuständen der örtlichen Fundgruben und deren bergbaulichen Aussichten erfolgte durch mehrere Gutachten hoher Bergbeamter die jeweilige Auswahl. Daraus resultierte der oberbergamtlich genehmigte Zusammenschluss mit Beginn des Quartals Reminiscere, am 11. März 1838, und bestand bis nach dem Ende des Zweiten Weltkrieges.
Der vollständige Verlauf der Betriebsgeschichte des Bergbaus vor und von Vereinigt Feld im Fastenberge ist bisher erst lückenhaft publiziert worden und bedarf noch weiterer Nachforschungen.

## Geschichte des früheren Bergbaus
Der Eisen- und Zinnbergbau reicht am Fastenberg bis zur Mitte des 16. Jahrhunderts zurück. Nach der Gründung Johanngeorgenstadts 1654 wurden hier ab 1662 zahlreiche Erzgänge mit Silber-, Kobalt- und Wismuterzen entdeckt, die einen intensiven Bergbau begründeten. Noch im gleichen Jahr erhielt die Stadt ein Bergamt und bis 1682 entstanden zur Verhüttung der Erze in Unterjugel eine Zinnschmelzhütte (1663), ein Blaufarbenwerk (1665), eine Vitriol- und Schwefelhütte (1677) und eine Silberschmelzhütte (1682). Das Silberausbringen erreichte im Jahr 1716 mit 2,29 Tonnen seinen Höhepunkt.
In der im Quartal Crucis 1682 fündig gewordenen Frisch-Glück-Fundgrube erbaute man 1696 ein Kunstgezeug. Auf der Grube Hohneujahr- und Unverhofft-Glück-Fundgrube wurde 1721 der erste Pferdegöpel installiert. Bis zum Ende des 18. Jahrhunderts erreichten die Johanngeorgenstädter Gruben eine Silberproduktion von mindestens 90 Tonnen. Johann Wolfgang von Goethe bereiste die Gruben im Jahr 1785. Zu diesem Zeitpunkt waren in 52 Gruben 550 Bergleute beschäftigt.
Bereits in der ersten Hälfte des 18. Jahrhunderts ging das Erzausbringen zurück. Während von 1713 bis 1727 pro Jahr noch durchschnittlich 1.459 Kilogramm Feinsilber und 4.600 Kilogramm Kobalterze und 50 Kilogramm Wismut ausgebracht wurden, sank die Förderung in den folgenden Jahrzehnten und belief sich im Zeitraum 1823–1837 auf nur noch durchschnittlich 118 Kilogramm Feinsilber pro Jahr. Die Förderung von Kobalterzen endete 1830 mit der Förderung von 257 Kilogramm Erz. Der Abbau von Wismut nahm immer mehr zu und betrug in diesem Zeitraum 245 Kilogramm im Jahr.
Der Johanngeorgenstädter Bergbau befand sich in der 2. Hälfte des 18. Jahrhunderts in einer Krise. Resultierend aus stark nachlassenden Silberfunden und damit finanzschwachen Gewerkschaften war am Fastenberg nur noch ein unrentabler Bergbau möglich. Zeitraubende Gangstreitigkeiten und teure Wasserhaltungen hinderten die einzelnen Gewerkschaften am weiteren zügigen bergmännischen Aufschluss in der Tiefe. Weitsichtige Bergbeamte aus dem Oberbergamt Freiberg und dem Bergamt Johanngeorgenstadt erkannten den steten Niedergang und erarbeiteten Lösungen für einen erneuten Aufschwung des dortigen Bergbaus.

## Erstes Tiefbauprojekt (Orkus)
Neue Erzanbrüche wurden in größeren Tiefen erhofft. Um diese aufzuschließen, entwickelte 1774 der Generalbergkommissar und Geheime Rat Friedrich Anton von Heynitz ein Tiefbauprojekt, dessen Ausgangspunkt der Frisch Glücker Kunst- und Treibeschacht war. In einem bergamtlichen Revisionsprotokoll von 1784 stellte Berghauptmann Carl Wilhelm Benno von Heynitz dieses Tiefbauprojekt vor. Geplant war u. a. der Aufschluss des Fastenberges in einer tiefen Hauptsohle. Hierzu bildeten Frisch-Glück, Gottesgesegneter Immanuel, Neujahr samt Georg Wagsfort, Neujahrs Maaßen, Römisch Adler und Gnade Gottes samt Neujahrs Maaßen ab der 95-Lachter-Sohle ein gemeinsames Grubenfeld. Im Rahmen eines Hauptvergleichs im Jahr 1786 vereinigten sich die genannten Gruben in und ab dieser Teufe in westliche Richtung. Der Kunstschacht wurde bis auf eine Gesamtteufe von 305 m bei 397 m NN gebracht und die Sohle 95 Lachter (527 m NN) weiter aufgefahren. Die Sohlen 120 Lachter (481 m NN) und 140 Lachter (448 m NN) wurden durch dieses Tiefbauunternehmen neu angeschlagen. Im unmittelbar östlich an dieses Grubenfeld angrenzenden Verlauf des Frisch Glück Spatganges befand sich das gemeinschaftliche Grubenfeld von "Frisch Glück und Gottesgesegneter Immanuel", hier wurde u. a. von diesen die 126-Lachter-Strecke aufgefahren. Die Erwartungen auf reiche und aushaltende Erzvorkommen in diesen Teufen erfüllten sich allerdings nicht. Die Schachtteufe wurde bei 410 m NN eingestellt und im Jahr 1798 der Frisch Glück Kunst- und Treibeschacht unterhalb der 120-Lachter-Sohle aufgegeben. Die weiteren Arbeiten fanden im Bereich Neujahr Spat statt. Ab dem Jahr 1804 trug dieses erste Tiefbauprojekt dann den Namen Orkus (auch Orcus). Nachdem die Aussichtslosigkeit des gesamten Unternehmens klar wurde, gab man im Jahr 1812 auch die Sohlen unterhalb des St.-Georg(en)-Stollns, dem tiefsten wasserlösenden Stolln im Grubenfeld, auf. Damit endete dieses erste Tiefbauunternehmen.

## Zweites Tiefbauprojekt (Vereinigt Feld im Fastenberge)
Auf Betreiben des Oberberghauptmanns von Herder wurde dieses Tiefbauprojekt mindestens seit 1834 wiederbelebt. Da die Erschließung neuer tiefer Grubenbaue bzw. die Aufwältigung von stillgelegten und gefluteten Tiefbauen so kapitalaufwendig war, dass sie von den einzelnen Gruben nicht finanziert werden konnte, schlossen sich auf Betreiben Herders die teilweise schon miteinander vereinigten Gruben Frischglück samt Neujahr und George-Wagsfort-Erbstolln, Gnade-Gottes-Fundgrube samt Neujahrs Maaßen und Römisch Adler gemeinschaftlich Feld, Gottes-Segen-Erbstolln samt St.-Georg-Fundgrube, Hohneujahr samt Unverhofft-Glück-Fundgrube, Neu-Leipziger-Glück-Fundgrube, Gotthelf Schaller samt Silberkammer und Herrmann-Fundgrube im Quartal Reminiscere 1838 zu der Gesellschaft Vereinigt Feld im Fastenberge zusammen. Die Gewerkschaft Vereinigt Feld im Fastenberge bildete nun bis zum Juli 1946 das bedeutendste Johanngeorgenstädter Bergbauunternehmen.
Schon im Rahmen der Planungen entschied man sich zuerst für den alten, leichter in Betrieb zu setzenden Frischglücker Kunstschacht, um diesen wieder zum Kunst- und Treibeschacht auszubauen. Der Gnade Gottesser Treibeschacht (Schaarschacht) sollte erst nach erfolgter und gesicherter Versorgung mit der passenden Menge an Aufschlagwasser zum Hauptförderschacht für die Aufschlussarbeiten in den ehemaligen Grubenfeldern von Hohneujahr und Unverhofft Glück, Neujahrs Maaßen und Neu Leipziger Glück in tiefere Aufwältigung und Ausbau gebracht werden.
Für den Abzug der Wasser im Frisch Glück Kunst- und Treibeschacht wurde der Königliche St.-Georg(en)-Stolln bis zu diesem aufgefahren und in Durchschlag gebracht. Auch der Königliche Gnade-Gottes-Stolln wurde im Bereich Schaarschacht als tiefer Stolln weitergetrieben. Diese Arbeiten begannen bereits 1838. Bis zum Jahr 1846 wurde ein 646 m langer Aufschlagwassergraben vom Breitenbach und eine neu aufgefahrene, 160 m lange Rösche bis zum Frisch Glück Kunst- und Treibeschacht geführt. Der Schacht erhielt 2 Kunsträder und ein Kehrrad. In der Aufschlagrösche wurden zur Förderung eisernen Schienen verlegt.
Um den Schaarschacht mit Aufschlagwasser zu versorgen, wurde vom Mundloch des Henneberger Erbstollns bis zum Römisch-Adler-Kunstgraben ein neuer, 2506 m langer Kunstgraben gebaut und die Erzengler Rösche neu aufgefahren. Der Schaarschacht selbst wurde bis zum Gnade-Gottes-Stolln ausgebaut und erhielt einen neuen Wassergöpel sowie ein neues Treibehaus. 1842 ging die Förderanlage in Betrieb. 1845 erreichte man auf der 26-Lachter-Strecke das Schachttiefste und begann mit der weiteren Teufe.
Im Jahr 1848 erreichte die Aufwältigung des Frisch Glücker Kunst- und Treibeschachtes die 78-Lachter-Strecke (557 m NN). Auf diesem Streckenniveau wurde eine Verbindung zum Schaarschacht aufgefahren, auf der es 1852 zum Durchschlag kam.
Im Schaarschacht, der diese Teufe schon 1848 erreicht hatte, ging die seit 1849 im Bau befindliche Wassersäulenmaschine in Betrieb. Nach dem Durchschlag begann das weitere Abteufen des Schaarschachtes. 1854 erreichte man hier bei 532 m NN die Teufe der 95-Lachter-Strecke und stellte 1857 bei 514,8 m NN die weitere Teufe ohne einen Sohlenanschlag ein.
Im Frisch Glücker Kunst- und Treibeschacht erreichte man mit der Aufwältigung 1853 die 120-Lachter-Strecke. 1859 wurde ein zweites Kunstgezeug in Betrieb genommen und die Aufgewältigung fortgesetzt. 1862 wurde das Schachttiefste erreicht und die weitere Schachtteufe 4 m seitlich versetzt begonnen. 1863 wurde dann bei 392 m NN die 160-Lachter-Strecke angeschlagen. 1860 erreichte man nach 394 m Auffahrung auf der 78-Lachter-Strecke den Durchschlag in die Tiefbaue auf dem Gottes Segen Spat. 1862 begann man mit der Aufwältigung des Einigkeiter-Stollns zum vorderen Neujahr-Kunstschacht. Im Jahr 1867 erreichten die Teufarbeiten des Frisch Glücker Kunst- und Treibeschachtes den liegenden Granit bei 366 m über NN. Bis ins Jahr 1868 wurden noch 2 Lachter im Granit abgeteuft. Der Schacht hatte damit eine Gesamtteufe von 340 m erreicht. Der hier noch zwischen 14 und 23 cm mächtige Frisch-Glück-Spat war völlig vertaubt. Damit wurde die Unbauwürdigkeit der tieferen Bereiche des Frisch Glück Spats festgestellt und die Teufarbeiten eingestellt. Das Revier wurde dennoch weiterhin über den Frisch Glück Kunst- und Treibeschacht bis zur 60-Lachter-Sohle wasserfrei gehalten.
Die weiteren Arbeiten konzentrierten sich auf die oberen Sohlen, des Weiteren auf das ehemalige Grubenfeld Neu Leipziger Glück und die Aufwältigung der auf böhmischer Seite in Breitenbach liegenden und 1857 erworbenen Grubenfelder Maria Magdalena, Glück mit Freuden und Rosenhof. Der hier auf dem Gegentrum des Frisch-Glück-Spates umgehende Bergbau war im Jahr 1826 eingestellt worden. Die Aufwältigung des die Grubenfelder entwässernden Einigkeiter-Stolln erreichte 1869 das Rosenhofer Feld.
Eine der wenigen Aufschlussarbeiten bei Frisch Glück waren in den folgenden Jahren unter anderen der Vortrieb der 60-Lachter-Sohle in Richtung des böhmischen Grubenfeldes. Im Umfeld des Schaarschachts gewann der Abbau von Wismuterzen immer mehr an Bedeutung. Dennoch sorgten kurzzeitige Preisschwankungen bei gehandelten Wismuterzen und damit einhergehender Reduzierung der Abbaue für abschnittsweise Entlassungen der Belegschaften.
Im Januar 1904 wurde bei aus Gruben der Gewerkschaft „Vereinigt Feld im Fastenberge“ gefördertem Zinn- und Wismuterz Radium festgestellt.
1911 kam das Feld der Gewerken-Hoffnung-Fundgrube und 1922 die Felder der Fundgruben Wildermann an der Eibenstocker Straße und Treue Freundschaft im Külliggutgelände hinzu. Trotzdem konnten aufgrund finanzieller Schwierigkeiten zeitweilig nur noch Gewinnungsarbeiten durchgeführt werden, bis 1929 nach erfolgreicher Bewilligung eines staatlichen Betriebskostenvorschusses von 120.000 Reichsmark vertraglich geregelte Vortriebs- und Abbauarbeiten durch Vereinigt Feld durchgeführt werden konnten. Fortan wurde auch die Bergparade zum Stadtfundationsfest am 23. Februar wieder regelmäßig durchgeführt. Am 11. Januar 1930 erfolgte durch eine Satzungsänderung nach dem Tod des bisherigen Betriebsdirektors Rudolf Poller die Umbenennung in die Konsolidierte Gewerkschaft Vereinigt Feld im Fastenberge.
Mit Hilfe neuer staatlicher Fördermittel begann 1933 ein neues Untersuchungsprogramm und ein zielgerichteter Aufschluss des Grubengebäudes. Nach der Abkoppelung des deutschen Metallmarktes vom Weltmarkt am 1. September 1934 wurde den Gruben eine Preissicherung für ihre Erze gewährt. Die Preisdifferenz zwischen dem Binnen- und dem Weltmarktpreis wurde in Form von Förderprämien gezahlt. Daraufhin wurde der Förderbetrieb am 1. Oktober 1935 wieder aufgenommen. Im Jahr 1937 wurde das Grubenfeld der Himmelfahrt-Fundgrube übernommen. 
Am 26. November 1938 kam es bei Bohrarbeiten zu einer ungewollten Sprengung im Tagschacht, durch die zwei Bergleute sofort getötet und zwei weitere verletzt wurden.
Wiederum aus finanziellen Gründen verpachtete die Johanngeorgenstädter konsolidierte Gewerkschaft Vereinigt Feld im Fastenberge am 1. April 1939 der Gewerkschaft Schneeberger Bergbau in Schneeberg-Neustädtel das gesamte Grubengebäude. Mit dem Gesellschaftsbeschluss vom 22. September 1944 wurde die Konsolidierte Gewerkschaft Vereinigt Feld im Fastenberge rückwirkend zum 1. April 1944 mit fünf anderen landeseigenen Erzbergbaubetrieben zur Sachsenerz Bergwerks AG verschmolzen.
Da Johanngeorgenstadt von Kriegsende bis zum 25. Juni 1945 zum besatzungslosen Gebiet gehörte, war auch die Verbindung zum Oberbergamt in Freiberg unterbrochen. Ab November 1945 begannen die Untersuchungsarbeiten der sowjetischen Erkundungskommissionen im Grubenfeld. Die Erkundungsarbeiten fanden parallel zur bergbaulichen Tätigkeit der Sachsenerz Bergwerks AG statt. Zeitweise übernahm auch die Sachsenerz als Auftragnehmer die Erkundungsaufgaben. Zum 1. August 1946 wurden die Bergwerke der Sachsenerz verwaltungsmäßig der zu diesem Datum gegründeten Industrieverwaltung 6 (Erzbergbau) unterstellt. Am 15. Juli 1946 wurden die Anlagen des Johanngeorgenstädter Reviers von sowjetischen Militäreinheiten beschlagnahmt und zur militärischen Sperrzone erklärt. Am 30. Mai 1947 wurden die Anlagen des jetzt als Objekt 01 bezeichneten Grubengebäudes auf Grundlage des Befehls Nr. 131 der SMA Sachsen in sowjetisches Eigentum überführt.

## Beteiligte Gruben
Folgende Gruben schlossen sich 1838 zusammen:
- Frisch-Glück-Fundgrube samt Neu Jahr und Georg-Wagsfort-Erbstolln
- Gnade-Gottes-Fundgrube samt Neujahrs Maßen mit Römisch Adler gemeinschaftlich Feld
- Gottes-Segen-Erbstolln und St.-Georg-Fundgrube
- Hohneujahr- samt Unverhofft-Glück-Fundgrube
- Neu-Leipziger-Glück-Fundgrube
- Gotthelf-Schaller- und Silberkammer-Fundgrube
- Herrmann-Fundgrube

## Vorstand
Nach dem Ausscheiden von Bergdirektor Wilhelm Focke wurde Willy Hänig mit Wirkung vom 1. Juli 1938 Grubenvorstand der Konsolidierten Gewerkschaft Vereinigt Feld im Fastenberge zu Johanngeorgenstadt.